# Edward Bradley
Edward Bradley (* 1. April 1808 in East Bloomfield, Ontario County, New York; † 5. August 1847 in New York City) war ein US-amerikanischer Politiker. Zwischen März und August 1847 vertrat er den Bundesstaat Michigan im US-Repräsentantenhaus.

## Werdegang
Edward Bradley besuchte die öffentlichen Schulen seiner Heimat. Anschließend studierte er Jura und wurde im Jahr 1836 Richter im Ontario County. Nach einem Umzug nach Marshall in Michigan begann er in seiner neuen Heimatstadt als Rechtsanwalt zu arbeiten. Politisch war Bradley Mitglied der Demokratischen Partei. Im Jahr 1842 wurde er Bezirksstaatsanwalt im Calhoun County. In den Jahren 1842 und 1843 gehörte er dem Senat von Michigan an. Bradley galt als guter Redner und war ein Hoffnungsträger seiner Partei in Michigan.
Bei den Kongresswahlen des Jahres 1846 wurde er im zweiten Wahlbezirk von Michigan in das US-Repräsentantenhaus in Washington, D.C. gewählt, wo er am 4. März 1847 die Nachfolge von John Smith Chipman antrat. Zu diesem Zeitpunkt war er schon schwer an Tuberkulose erkrankt. Er suchte Heilung von seiner Krankheit in einem New Yorker Krankenhaus. Am 5. August 1847 starb er in New York auf dem Weg in die Bundeshauptstadt Washington, wo er an der konstituierenden Sitzung des Kongresses teilnehmen wollte. Faktisch hat Bradley aufgrund seiner Krankheit und seines frühen Todes sein Abgeordnetenmandat nicht ausüben können.